# Documenta

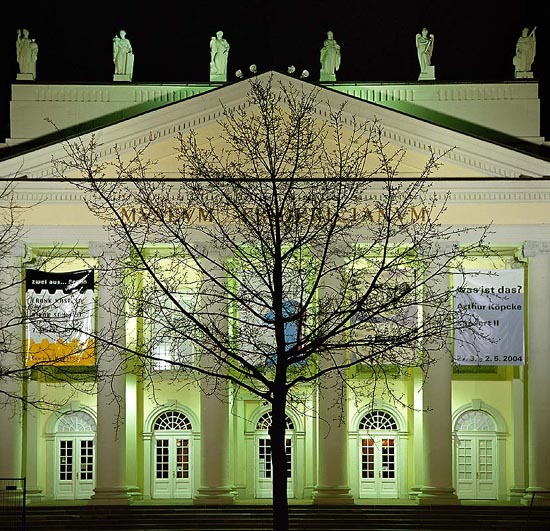
Local da Documenta 7

A Documenta é considerada uma das maiores e importantes exposições da arte contemporânea e da arte moderna internacional que ocorre a cada cinco anos em Kassel, Alemanha.

## Lista de exibições da Documenta
| Nome oficial   | Ano  | Diretor                      | Artistas | Objetos | Visitantes |
| -------------- | ---- | ---------------------------- | -------- | ------- | ---------- |
| Documenta      | 1955 | Arnold Bode                  | 148      | 670     | 130 000    |
| Documenta II   | 1959 | Arnold Bode, Werner Haftmann | 392      | 1770    | 134 000    |
| Documenta III  | 1964 | Arnold Bode, Werner Haftmann | 280      | 1450    | 200 000    |
| Documenta IV   | 1968 | conselho documenta-Rat       | 150      | 1000    | 220 000    |
| Documenta V    | 1972 | Harald Szeemann              | 218      | 820     | 228 621    |
| Documenta VI   | 1977 | Manfred Schneckenburger      | 622      | 2700    | 343 410    |
| Documenta VII  | 1982 | Rudi Fuchs                   | 182      | 1000    | 378 691    |
| Documenta VIII | 1987 | Manfred Schneckenburger      | 150      | 600     | 474 417    |
| Documenta IX   | 1992 | Jan Hoet                     | 189      | 1000    | 603 456    |
| Documenta X    | 1997 | Catherine David              | 120      | 700     | 628 776    |
| Documenta11    | 2002 | Okwui Enwezor                | 118      | 450     | 650 924    |
| Documenta 12   | 2007 | Roger-Martin Buergel         | 114      | >500    |            |

Fonte: documenta. Em: Wikipedia, Die freie Enzyklopädie. (versão: 33597313), acessado: 25 de junho de 2007